# Rachael Lillis
Pour les articles homonymes, voir Rachael et Lillis.
Rachael Lillis, née le 8 juillet 1969 à Niagara Falls, dans l'État de New York, et morte le 10 août 2024 à Los Angeles, en Californie, est une actrice américaine. Elle travaille pour le doublage de voix à la télévision, ainsi que pour les versions anglophones des films et la série Pokémon où elle double les personnages de Jessie et Ondine.

## Biographie

### Jeunesse
Rachael Lillis est la plus jeune d'une famille de six enfants. Elle a fréquenté le Smith College dans le Massachusetts où elle suit des cours de médecine. Elle a également suivi des cours à l'opéra afin de devenir comédienne. Elle étudie le doublage à Boston et s'installe à New York à partir de 1996,,,.

### Carrière
Lillis commence sa carrière de doublage en interprétant Jessie et Ondine (Misty dans la version anglaise) de la série d'animation japonaise Pokémon et a également prêté sa voix à d'autres personnages de la série comme Possirène, Rondoudou, Goupix et Mimitoss.
Elle prête sa voix à divers pokémons dans le jeu vidéo Super Smash Bros Brawl.
Elle a également prêté sa voix pour le personnage de Utena Tenjo dans Utena, la fillette révolutionnaire et a prêté sa voix à divers personnages de séries ou jeux vidéos notamment dans Winx Club, Hunter × Hunter, Your Lie in April ou encore Gall Force.
Le dernier grand rôle de Lillis fut le film d'animation Hunter × Hunter : the Last Mission sorti en 2019. Quand il eut la pandémie du COVID-19, Lillis a eu beaucoup de mal à travailler dû au matériel d'enregistrement qui était manquant à son domicile.
En 2023, elle assiste à une conférence réunissant les doubleurs de Pokémon à Londres,,.

### Décès
En mai 2024, l'une des sœur de Lillis annonce que cette dernière a un cancer du sein où elle décide de créer une collecte de fonds via GoFundMe. Ses amis doubleurs partagent massivement la cagnotte. Cela a permis à cette dernière de récolter 98 000 dollars au moment de sa mort, l'argent étant destiné à régler ses dernières fractures, à un service commémoratif et au développement de la recherche du cancer du sein.
Le cancer ayant évolué jusqu'à la colonne vertébrale, elle aura du mal à marcher correctement et déménage finalement dans une maison de retraite à Los Angeles. Elle succombe à la maladie et elle mourut le 10 août 2024, à l'âge de 55 ans.

## Filmographie
- 1992 : KO Seiki Beast (vidéo) : V-Sion
- 1993 : Musekinin kanchô Tairâ (série télévisée) : Yuriko Star
- 1996 : Twin Signal (vidéo) : Erala, Number 3 (voix)
- 1997 : Chojin gakuen Gowcaizer : Omni Exist (voix)
- 1997 : Slayers Try (série télévisée) : Queen, Princesse Sera (voix)
- 1997 : Bleached : Lisa
- 1997: Takegami : Gardians of Darkness : Satsuki
- 1997 : Rayearth (vidéo) : Lycéennes (voix)
- 1997 : Leaving Scars : Nadine
- 1998 : Kareshi Kanojo no Jijyou (série télévisée) : Miyako Miyazawa
- 1999 : Pokémon: Vol. 1: I Choose You! Pikachu! (vidéo) : Misty / Jessie de la Team Rocket / Pikachu (I) (voix)
- 1999 : Pokémon, le film : Mewtwo contre-attaque (Pokémon: The First Movie) : Misty / Jessie / Rondoudou (voix)
- 2000 : Pokémon: Vol. 21: Po-Ke Corral (vidéo) : Misty / Jessie de la Team Rocket (voix)
- 2000 : Pokémon 2 : Le Pouvoir est en toi : Misty / Jessie (voix)
- 2001 : Tama and Friends (série télévisée) : Ben (voix)
- 2001 : Knight Hunters: Weiß Kreuz (série télévisée) : Tot, Michiru Hayasaka, Miyu Yamada (voix)
- 2001 : Pokémon 3 (Pokémon 3: The Movie) : Misty / Jessie (voix)
- 2001 : Cubix: Robots for Everyone (série télévisée) : Hela
- 2002 : Pokémon 4: Pour toujours (Pokemon 4Ever) : Misty / Jessie de la Team Rocket (voix)
- 2002 : Seven of Seven : Hitomi Onodera (voix)
- 2003 : Battle Force: Andromeda (série télévisée) : Kyra (voix)
- 2003 : Pokémon 5: Les héros (Pokémon Heroes) : Misty / Jessie (voix)
- 2003 : DNA² : Ami Kurimoto
- 2003 : Sonic X : Danny
- 2003 : Alien 9 : Miyu Tamaki
- 2004 : Wink Club : Faragonda, voix additionnelles
- 2004 : Gravitations : Ayaka Usami
- 2004 : Asagiri : Les Prêtresses de l'aube : Shizuka Midoh
- 2005 : Hammerboys : Poplar
- 2005 : Midori Days : Haruka Kasugano
- 2005 : Tokyo Mew Mew : Gym Team Girl
- 2006 : Boys Be... : Aya Kurihara

- 2007 : Dinosaur King : Dr. Reese Drake, Ursula, Laura
- 2010 : Gundam Unicorn : Micott Bartsch
- 2011 : Bakuman : Amy
- 2012 : Berserk : L'Âge d'or : Princesse Charlotte
- 2016 : You Lie In April : Ryoko Miyazono
- 2016 - 2020 : Hunter x Hunter : Mito Freecss, Cocco
- 2017 - 2020 : Fate/stay night: Heaven's Feel : Sella
- 2019 : Hunter x Hunter : The Last Mission : Cocco
- 2019 : Pokémon : Détective Pikachu : Rondoudou